# Hirtodrosophila junae
Hirtodrosophila junae är en tvåvingeart som först beskrevs av Grossfield 1976.  Hirtodrosophila junae ingår i släktet Hirtodrosophila och familjen daggflugor. Inga underarter finns listade i Catalogue of Life.